# Lonely Dancers
Lonely Dancers è un singolo del cantante statunitense Conan Gray, pubblicato il 9 febbraio 2024 come quarto estratto dal terzo album in studio Found Heaven.

## Video musicale
Il video musicale, diretto assieme a Dillon Matthew, è stato reso disponibile attraverso il canale YouTube il 9 febbraio 2024.

## Tracce
Testi e musiche di Conan Gray, Max Martin, Oscar Holter, Ilya.
1. Lonely Dancers – 2:29